# Kenteng (Bandungan)
Kenteng is een bestuurslaag in het regentschap Semarang van de provincie Midden-Java, Indonesië. Kenteng telt 4485 inwoners (volkstelling 2010).